# آلاموسا (کلرادو)
آلاموسا (به انگلیسی: Alamosa) شهری در ایالت کلرادو کشور ایالات متحده آمریکا است که جمعیت آن در سرشماری سال ۲۰۱۰ میلادی، ۸٬۷۸۰ نفر بوده‌است.